# Alfons 4. af Portugal
Alfons 4. (portugisisk: Dom Afonso IV), kaldet Alfons den Tapre (portugisisk: Afonso o Bravo), (8. februar 1291, Lissabon – 28. maj 1357, Lissabon) var konge af Portugal fra 1325 til 1357.
Han var søn af kong Dionysius 1. i hans ægteskab med Elisabeth af Aragonien. Han blev efterfulgt af sin ældste overlevende søn Peter 1.

## Eksterne links
- Wikimedia Commons har flere filer relateret til Alfons 4. af Portugal